# Neohelota miwai
Neohelota miwai là một loài bọ cánh cứng trong họ Helotidae. Loài này được Ohta miêu tả khoa học năm 1931.